# 独立歩兵第363大隊 (日本軍)
独立歩兵第363大隊（どくりつほへいだい363だいたい、独立歩兵第三六三大隊）は、大日本帝国陸軍の独立歩兵大隊の一つ。

## 概要
昭和19年6月に名古屋師管区で仮編成され、7月、独立混成第55旅団の一大隊としてルソン島で編成完結した。10月に南部フィリピン・スールー諸島のホロ島に進出し、陣地構築や治安維持に従事した。翌20年4月に米軍の上陸を迎え、米軍やモロ族との交戦で甚大な被害を出しつつ終戦を迎えた。

## 沿革

### 大隊の編成
昭和19年6月15日に名古屋で仮編成され、ルソン島に輸送された部隊を基幹として、7月23日にマニラで独立混成第55旅団が編成された。この旅団は南部フィリピンのスールー諸島方面の防衛を担当することが予定されており、将兵は中部第二部隊を母体とする補充兵が中心だった。独立歩兵第363大隊は同旅団の一大隊として編成され、大隊長には、歩兵第87連隊の歩兵砲大隊長を務めていた笠井満少佐が満州から着任した。編成後、大隊はしばらく中部ルソンのカバナツアンで警備任務に従事した。

### ホロ島への進出
昭和19年8月23日、大隊はカバナツアン一帯の警備を歩兵第33連隊に交代し、9月1日にマニラに集結した。そして同6日、輸送船慶安丸に乗船し、スールー諸島のホロ島を目指してマニラ港を出港した。しかし12日、慶安丸はセブ島東方海上で敵戦爆連合編隊の急襲を受けて撃沈され、将兵は泳いでセブ島リロアン海岸に上陸した。
その後、笠井大隊長はセブ島で第35軍司令部に状況報告を行い、参謀長の友近美晴少将から「ホロ島は連合艦隊の仮泊地になる大事な島であるから、玉砕を急がず、持久するように」との訓示を受けた。大隊はリロアン貨物廠で兵器・弾薬・糧秣の再装備を行った後、10月2日に陸軍機動艇でセブ島を出港し、同4日に無事ホロ島に到着した。

### 米軍との交戦と転進
ホロ島に辿り着いた大隊は、旅団の左地区隊として島西部のツマンタンガス山付近に配置され、陣地構築や教育訓練を行った。しかし、ホロ島に先住するモロ族からの襲撃を繰り返し受け、好戦的かつ戦闘上手なモロ族の前に戦死傷者が続出した。大隊側からも、ツマンタンガス山やクレター山周辺地域を対象に複数回の討伐作戦を実施した。
昭和20年4月9日、米軍第41師団の歩兵第163連隊戦闘団がホロ島北西部の飛行場付近に上陸した。飛行場を守備していた独立歩兵第365大隊を撃破した米軍は、同17日からツマンタンガス山方面に進出し、第363大隊と交戦した。その後、米軍は5月2日頃に一度撤退したものの、同7日から攻撃を再開し、大隊は12日以降、ツマンタンガス山中腹に後退した。この頃大隊の兵力は半減しており、また、食料が尽きたため栄養失調者が続出するようになった。
その後、しばらくの間は敵の攻撃が緩慢だったため、大隊は宿営地を移動しつつ食料収集に努めたが、7月中旬頃から再び攻勢が激しくなった。このため7月27日、大隊の残存将兵約180名は、ツマンタンガス山付近からカンガカン山、ダホ山を経て島中央部のシノマン山に向けて転進を開始した。同31日、大隊は途中のカンガカン山付近で米軍・モロ族の包囲攻撃を受け、中隊長2名ほか多数の将兵が戦死し、残存将兵は約50名となった。8月1日にもモロ族の攻撃を受けて中隊長1名が戦死し、10名近くの戦死傷者を出した。同5日、大隊はシノマン山南側に到着した。

### 終戦
シノマン山到着以降、大隊はモロ族と交戦しつつ、食糧と水を求めてシノマン山中を彷徨した。8月27日から9月4日にかけて、大隊は米軍機から撒布された降伏勧告ビラを複数回入手したが、これを謀略と判断して依然戦闘行動を継続した。9月15日、第14方面軍の田口参謀が軍使として到来し、降伏に関する勅語・軍命令を伝達した。16日、笠井大隊長以下31名の大隊生存者がシノマン山を下り、ホロ市の米軍に収容された。

## 大隊の編制等
- 編制：本部、歩兵4個中隊、銃砲隊、作業隊
- 装備：迫撃砲1門、機関銃8挺、軽機関銃24挺、重擲弾筒12挺
- 将兵：994名[10]

## 歴代大隊長
- 笠井満 少佐（陸士51期[10]）：1944年（昭和19年）6月22日[5] -